# Amphioplus coniortodes
Amphioplus coniortodes är en ormstjärneart som beskrevs av Hubert Lyman Clark 1918. Amphioplus coniortodes ingår i släktet Amphioplus och familjen trådormstjärnor. Inga underarter finns listade i Catalogue of Life.